# بقای چوسان
بقای چوسان (کره‌ای: 조선생존기) یک مجموعهٔ تلویزیونی کره جنوبی سال ۲۰۱۹ با بازی کانگ جی هوان (سو جی سوک از قسمت ۱۱ جایگزین او شد)، کیونگ سو جین، سونگ وون-سوک، پارک سه-وان، لی جه-یون، هان جه-سوک و یون جی-مین است. این مجموعه از ۸ ژوئن تا ۱۷ اوت ۲۰۱۹، روزهای شنبه و یکشنبه ساعت ۲۲:۵۰ (کی‌اس‌تی) از تی‌وی چوسان برای ۱۶ قسمت پخش شد.